# Сахих
Сахи́х (араб. صحيح‎) — категория наиболее достоверных, с точки зрения мусульманских авторитетов, хадисов. Одним из главных условий достоверности хадиса является наличие заслуживающих доверия передатчиков хадисов, обладающими хорошей памятью; не противоречие другим достоверным хадисам и отсутствие других недостатков. Название сахих носят и труды, которые содержат достоверные хадисы. Среди них наиболее авторитетные сборники хадисов «Сахих аль-Бухари» и «Сахих Муслим». В шариате сахихом называется какая-нибудь торговая сделка, которая основана на исламских законах (сахих ба‘й). В арабской историко-биографической традиции термин сахих применяется для оценки достоверности всевозможных сообщений или сведений.

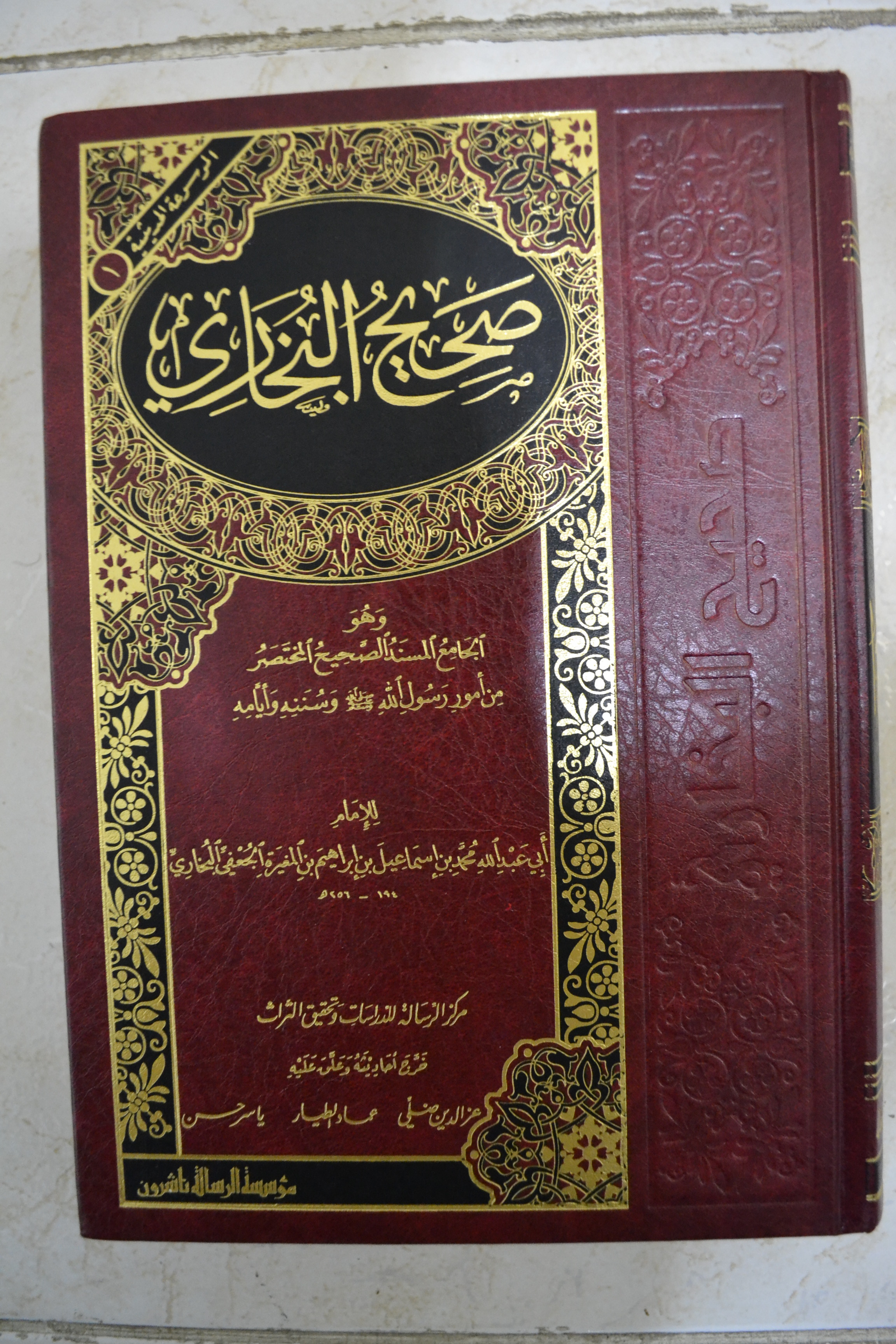
Сахих аль-Бухари

## Условия достоверности хадиса
Хафиз Ибн Хаджар аль-Аскаляни определил пять условий, которым должны соответствовать достоверные хадисы:
1. Каждый рассказчик (рави) в цепочке повествования (иснад) должны быть надёжным.
2. Каждый рассказчик должен обладать хорошей памятью.
3. Иснад каждого хадиса должен быть непрерывен.
4. Каждый рассказчик должен слышать хадис от предыдущего рассказчика без прерывания цепочки.
5. Каждый хадис не должен противоречить другому не менее достоверному хадису.

## Классы хадисов
Хадисы-сахих подразделяются на 7 классов:
1. хадисы, приводимые как у аль-Бухари, так и у Муслима;
2. хадисы, приводимые только у аль-Бухари;
3. хадисы, приводимые только у Муслима;
4. те, которые не приводятся у аль-Бухари и Муслима, но отвечают требованиям (шурут) обоих;
5. те, которые отвечают требованиям аль-Бухари;
6. хадисы, отвечающие требованиям Муслима;
7. те, которые достоверны по мнению других хадисоведов[1].

## Сборники достоверных хадисов
Некоторые хадисоведы, пытались собрать в своих сборниках только достоверные хадисы. Однако лишь имамам аль-Бухари и Муслиму удалось добиться этого в полной мере. Ниже перечислены сборники сахих-хадисов:
- Сахих аль-Бухари — считается наиболее достоверной книгой после Корана[2]
- Сахих Муслим — считается второй по достоверности после Сахиха аль-Бухари[2]
- Сахих Ибн Хузаймы[3]
- Сахих Ибн Хиббана[3]
- Мустадрак аль-Хакима ан-Нишабури[3]
- Аль-Ахадис аль-Джияд аль-Мухтарам мин ма ляйса фи сахихайн Дияу-д-дина аль-Макдиси[4]